# Jacky Peeters
Jacky Peeters (n. Bree, Bélgica, 13 de diciembre de 1969) es un exfutbolista belga, que se desempeñó como defensa y militó en diversos clubes de Bélgica y Alemania. 

## Selección nacional
Peeters jugó 17 partidos internacionales, para la selección nacional belga y no anotó goles. Participó con la selección belga, en una sola edición de la Copa Mundial, que fue en la cita de Corea del Sur y Japón 2002, donde la selección belga quedó eliminada, en la fase de los Octavos de final, tras perder ante Brasil, que terminó siendo campeón invicto de aquel mundial.

## Clubes
| Club              | País     | Año         |
| ----------------- | -------- | ----------- |
| Genk              | Bélgica  | 1994 - 1998 |
| Arminia Bielefeld | Alemania | 1998 - 2000 |
| Gent              | Bélgica  | 2000 - 2004 |
| Heusden-Zolder    | Bélgica  | 2004 - 2006 |
| Patro Eisden      | Bélgica  | 2006 - 2007 |

## Participaciones en Copas del Mundo
| Mundial                        | Sede                  | Resultado        |
| ------------------------------ | --------------------- | ---------------- |
| Copa Mundial de Fútbol de 2002 | Corea del Sur y Japón | Octavos de final |